# Hiparc (tirà)
Hiparc d'Atenes (en llatí Hiparchus, en grec antic Ἱππάρχος) (Atenes? - 514 aC) va ser un atenenc de la família dels Pisistràtides, fill menor del tirà Pisístrat que en morir va deixar el poder als seus dos fills: Hípies, el primogènit, i Hiparc.
Segons l'historiador Tucídides qui realment exercia la tirania a la ciutat era Hípies, i alaba la virtut i la intel·ligència d'Hiparc, que es va dedicar al mecenatge i va acollir al seu palau poetes com Anacreont, Lasos, Onomàcrit i Simònides de Ceos. També va reunir importants obres literàries en una gran biblioteca d'Atenes.
Va ser assassinat l'any 514 aC per Harmodi i Aristogíton, segons ens explica Tucídides a la Història de la guerra del Peloponnès (Llibre I, 20) Va ser a causa de l'amor d'Aristogíton, un ciutadà de classe mitjana, pel jove Harmodi. L'interès d'Hiparc pel noi va despertar la gelosia d'Aristogíton, cosa que el va portar a tramar l'enderrocament de la tirania. Harmodi va rebutjar Hiparc i aquest últim per humiliar-lo va convidar la seva germana a participar en les Grans Panatenees com a canèfora. Més tard, el tirà va acomiadar la noia dient que no era digna de participar-hi. Harmodi i Aristogíton van planejar matar-lo el dia de la processó de les Panatenees, ja que ningú sospitaria de veure'ls reunits en aquella ocasió. Mentre Hiparc era al barri atenès del Ceramic amb la seva escolta, els dos tiranicides el van assaltar apunyalant-lo fins a la mort. Cap dels dos va poder fugir i van ser ajusticiats pels soldats, diu Tucídides.